# Gromada Dobieszowice

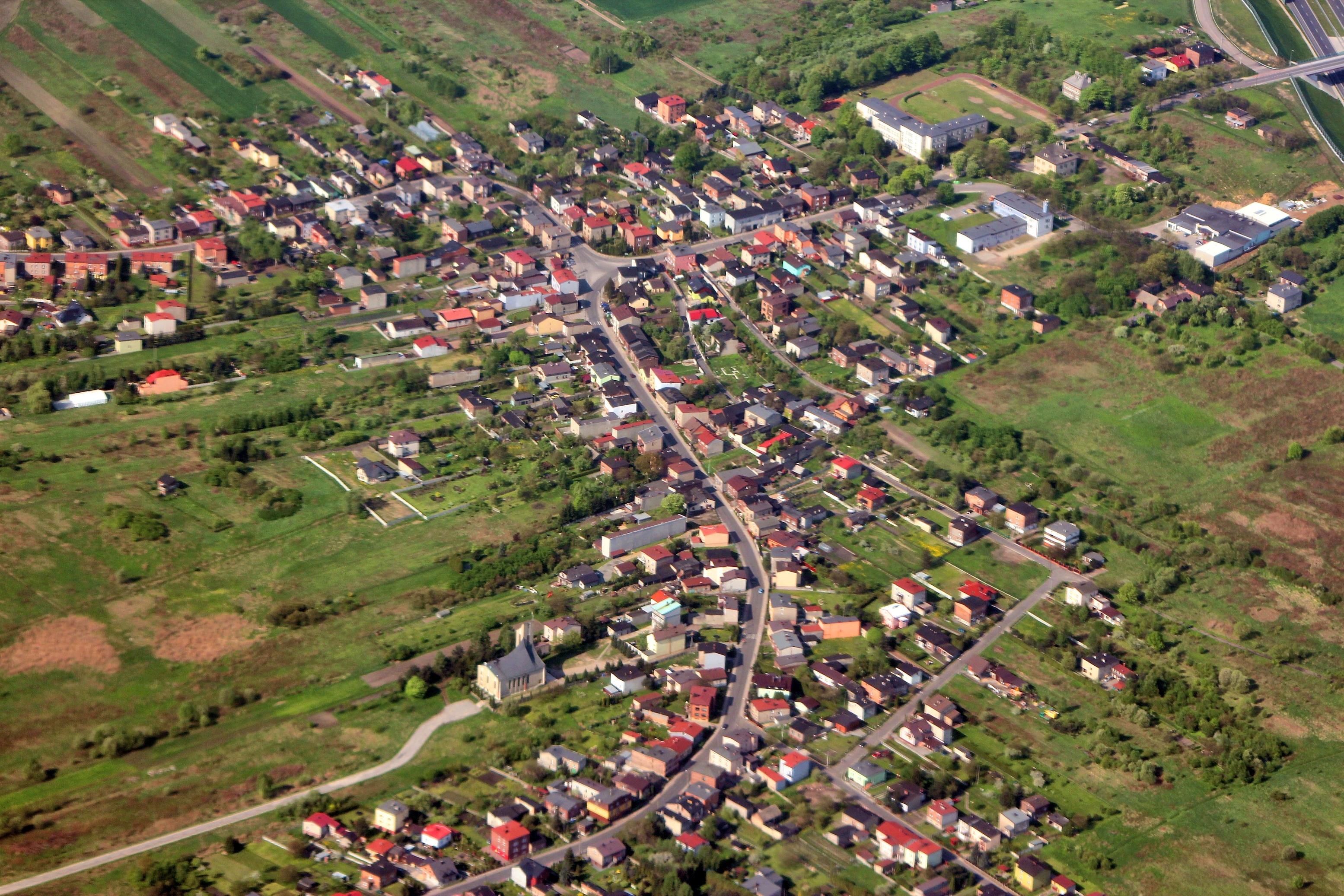
Luftaufnahme von Dobieszowice

Gromada Dobieszowice war eine Verwaltungseinheit in der Volksrepublik Polen zwischen 1954 und 1972. Verwaltet wurde die Gromada vom Gromadzka Rada Narodowa, dessen Sitz in Dobieszowice befand und aus 23 Mitgliedern bestand. Die Gromada Dobieszowice gehörte zum Powiat Będziński in der Woiwodschaft Katowice (damals Stalinogród), sie wurde gebildet aus der bisherigen Gromada Dobieszowice und Wymysłów der aufgelösten Gmina Bobrowniki sowie einigen Waldstücken. Die Gromada Dobieszowice bestand bis zum 31. Dezember 1972.

## Anmerkung
1. ↑  Gromadas bestanden auch nach dem Zweiten Weltkrieg als Hilfseinheit der Gemeinden.